# Duke Johnson (Footballspieler)
Randy „Duke“ Johnson (* 23. September 1993 in Miami, Florida) ist ein ehemaliger US-amerikanischer American-Football-Spieler auf der Position des Runningbacks. Er spielte in der National Football League (NFL) für die Cleveland Browns, die Houston Texans, die Jacksonville Jaguars, die Miami Dolphins und die Buffalo Bills.

## Frühe Jahre
Johnson wuchs im Großraum Miami auf und besuchte die Miami Norland Senior High School in Miami Gardens, Florida. Sein Cousin ist der Basketballspieler Dewan Hernandez, der auf dieselbe Schule ging. Johnson war auf der Highschool in der Football- und Leichtathletikmannschaft aktiv. Als Runningback konnte er in seinem letzten Jahr der Highschool mit dem Ball für 1957 Yards und 29 Touchdowns laufen und den Ball für 232 Yards und 3 Touchdowns fangen. Dazu kamen noch drei Kick Return-Touchdowns und ein Punt Return-Touchdown. Er führte sein Team zu 15 Siegen ohne Niederlage und einer Meisterschaft im Staat Florida. Deswegen galt er als einer der besten Runningbacks seines Jahrgangs. Nach seinem Highschoolabschluss erhielt er ein Stipendium der University of Miami, für die er von 2012 bis 2014 spielte. In insgesamt 33 Spielen für die Universität konnte er mit dem Ball für 3519 Yards und 26 Touchdowns laufen, außerdem konnte er den Ball für 719 Yards und 4 Touchdowns fangen. Damit ist er der Rekordhalter für die meisten Rushingyards in der Geschichte der University of Miami. Gerade in seinem ersten Jahr auf der Schule war er schon ein Stammspieler und konnte 11 Touchdowns erzielen. Dafür wurde er zum ACC Rookie of the Year und ACC Offensive Rookie of the Year gewählt. 2014 erreichte er außerdem das First-Team All-ACC, nachdem er in den vorherigen beiden Jahren jeweils nur das Second-Team erreichte. Nach der Saison 2014 entschied er sich, am NFL-Draft 2015 teilzunehmen und auf ein weiteres Jahr am College zu verzichten.

## NFL

### Cleveland Browns
Beim NFL-Draft 2015 wurde Johnson in der 3. Runde an 77. Stelle von den Cleveland Browns als insgesamt 6. Runningback seines Jahrgangs ausgewählt. Zu Beginn der Saison war er Backup für die Browns. Sein NFL-Debüt gab er am 1. Spieltag der Saison 2015 bei der 10:31-Niederlage gegen die New York Jets. Dabei konnte für 22 Yards laufen. Seinen ersten Touchdown in der NFL konnte er am 4. Spieltag bei der 27:30-Niederlage gegen die San Diego Chargers von Quarterback Josh McCown fangen. Am 14. Spieltag konnte er beim 24:10-Sieg gegen die San Francisco 49ers mit dem Ball für insgesamt 78 Yards laufen, bis 2021 seine Karrierehöchstleistung. Insgesamt kam er in seinem Rookie-Jahr in allen 16 Spielen zum Einsatz, dabei allerdings nur in 7 von Beginn an. Insgesamt konnte er mit dem Ball für 379 Yards laufen, allerdings ohne dabei einen Touchdown zu erzielen. Dafür konnte er 2 Touchdownpässe fangen.
Auch in seinem 2. Jahr blieb Johnson bloß Backup bei den Browns. Nichtsdestotrotz konnte er am 6. Spieltag bei der 26:28-Niederlage gegen die Tennessee Titans seinen ersten Touchdown erlaufen. In der Saison 2016 wurde er zusätzlich verstärkt als Punt Returner eingesetzt. Auch in den folgenden Jahren blieb Johnson Backup, kam aber dennoch in jedem Spiel für die Cleveland Browns zum Einsatz. Am 4. Spieltag der Saison 2018 konnte er bei der 42:45-Niederlage gegen die Oakland Raiders zwei Two-Point-Conversions erlaufen. Daneben konnte er am 9. Spieltag bei der 21:37-Niederlage gegen die Kansas City Chiefs erstmals in seiner Karriere zwei Touchdowns erzielen, beide nach Pässen von Quarterback Baker Mayfield.

### Houston Texans
Am 8. September 2019 wurde Johnson zu den Houston Texans getradet, im Austausch gegen das Auswahlrecht in der 3. Runde im nächsten Draft der Texans. Sein Debüt für sein neues Team gab er am 1. Spieltag der Saison 2019 bei der 28:30-Niederlage gegen die New Orleans Saints, bei der er mit dem Ball für 57 Yards laufen konnte. Seinen ersten Touchdown für die Texans konnte er auch hier fangen, diesmal beim 31:24-Sieg gegen die Kansas City Chiefs von Deshaun Watson am 6. Spieltag. Am 9. Spieltag konnte er beim 26:3-Sieg gegen die Jacksonville Jaguars für einen Touchdown laufen. Insgesamt beendete er seine Saison mit 410 gelaufenen Yards und 2 Touchdowns, außerdem konnte er den Ball für 410 Yards und 3 Touchdowns fangen. Da die Texans in dieser Saison 10 Spiele gewonnen und dabei nur 6 verloren, konnten sie die AFC-South-Division gewinnen und sich somit für die Playoffs qualifizieren. Dort gab Johnson beim 22:19-Sieg gegen die Buffalo Bills sein Debüt. Im darauffolgenden Spiel der 2. Runde gegen die Kansas City Chiefs stand er sogar in der Startformation, das Spiel wurde allerdings mit 31:51 verloren und die Texans schieden aus.
In der Saison 2020 war er zu Beginn, wie schon in der vorherigen Saison, nur Backup bei den Texans. Ab dem 10. Spieltag kam er jedoch fünfmal in Folge als Starter zum Einsatz. Allerdings war er in der Saison von Verletzungen geplagt. Die 16:33-Niederlage gegen die Baltimore Ravens am 2. Spieltag war das bis dato erste Spiel, das er verpasste. Insgesamt kam er in dem Jahr nur in 11 Spielen zum Einsatz. Nach der Saison wurde Johnson von den Texans entlassen.

### Jacksonville Jaguars
Am 6. September 2021 nahmen die Jacksonville Jaguars Johnson für ihren Practice Squad unter Vertrag, entließen ihn aber bereits zehn Tage später wieder.

### Miami Dolphins
Am 26. Oktober 2021 schloss Johnson sich nach der Verletzung von Malcolm Brown dem Practice Squad der Miami Dolphins an. Am 11. Spieltag wurde er kurzfristig in den Spieltagskader der Dolphins befördert und gab sein Debüt für sein neues Team beim 24:17-Sieg gegen die New York Jets, bei dem er mit dem Ball für 18 Yards laufen konnte, wurde nach dem Spiel allerdings ins Practice Squad zurückversetzt. Am 15. Spieltag stand er beim 31:24-Sieg gegen die New York Jets erstmals in der Startformation der Dolphins. Bei dem Spiel konnte er mit dem Ball für 107 Yards, zum damaligen Zeitpunkt seine Karrierehöchstleistung, und zwei Touchdowns laufen. Nach dieser starken Leistung erhielt er einen festen Vertrag im Kader der Dolphins und war in den letzten Saisonspielen durchweg Starter als Runningback. So konnte er am 18. Spieltag beim 33:24-Sieg gegen die New England Patriots seine Leistung nochmal Steigern und mit 117 erlaufenen Yards eine neue Karrierehöchstleistung aufstellen, dazu gelang ihm ein Touchdown.

### Buffalo Bills
Am 22. März 2022 unterschrieb er einen Einjahresvertrag bei den Buffalo Bills. Er schaffte es nicht in den 53-Mann-Kader für die Regular Season und wurde anschließend in den Practice Squad der Bills aufgenommen. So kam er lediglich in einem Saisonspiel zum Einsatz, bei einer 30:33-Niederlage gegen die Minnesota Vikings am 10. Spieltag. Nach Saisonende endete sein Vertrag und Johnson wurde erneut ein Free Agent. Nachdem er in der Saison 2023 nicht gespielt hatte, gab Johnson im Mai 2024 sein Karriereende bekannt.

## Karrierestatistiken
| Legende | Legende            |
| ------- | ------------------ |
| Fett    | Karrierehöchstwert |

### Regular Season
| Saison                             | Team             | Spiele | Spiele      | Gelaufen | Gelaufen | Gelaufen | Gelaufen | Gelaufen | Gefangen  | Gefangen | Gefangen | Gefangen | Gefangen | Returning | Returning | Returning | Returning | Returning | Fumbles | Fumbles   | TD gesamt |
| Saison                             | Team             | Gesamt | als Starter | Versuche | Yards    | Avg      | Lang     | TD       | Passfänge | Yards    | Avg      | Lang     | TD       | Anzahl    | Yards     | Avg       | Lang      | TD        | Gesamt  | verlorene | TD gesamt |
| ---------------------------------- | ---------------- | ------ | ----------- | -------- | -------- | -------- | -------- | -------- | --------- | -------- | -------- | -------- | -------- | --------- | --------- | --------- | --------- | --------- | ------- | --------- | --------- |
| 2015                               | Browns           | 16     | 7           | 104      | 379      | 3,6      | 39       | 0        | 61        | 534      | 8,8      | 52       | 2        | 2         | 52        | 26,0      | 30        | 0         | 1       | 0         | 2         |
| 2016                               | Browns           | 16     | 1           | 73       | 358      | 4,9      | 22       | 1        | 53        | 514      | 9,7      | 32       | 0        | 18        | 131       | 7,3       | 19        | 0         | 2       | 1         | 1         |
| 2017                               | Browns           | 16     | 0           | 82       | 348      | 4,2      | 19       | 4        | 74        | 693      | 9,4      | 41       | 3        | 3         | 17        | 5,7       | 12        | 0         | 4       | 2         | 7         |
| 2018                               | Browns           | 16     | 2           | 40       | 201      | 5,0      | 23       | 0        | 47        | 429      | 9,1      | 32       | 3        | 0         | 0         | 0,0       | 0         | 0         | 1       | 0         | 3         |
| 2019                               | Texans           | 16     | 2           | 83       | 410      | 4,9      | 40       | 2        | 44        | 410      | 9,3      | 21       | 3        | 0         | 0         | 0,0       | 0         | 0         | 1       | 1         | 5         |
| 2020                               | Texans           | 11     | 5           | 77       | 235      | 3,1      | 23       | 1        | 28        | 249      | 8,9      | 48       | 1        | 0         | 0         | 0,0       | 0         | 0         | 3       | 2         | 2         |
| 2021                               | Dolphins         | 5      | 4           | 71       | 330      | 4,6      | 27       | 3        | 4         | 41       | 10,3     | 20       | 0        | 0         | 0         | 0,0       | 0         | 0         | 0       | 0         | 3         |
| 2022                               | Bills            | 1      | 0           | 2        | 4        | 2,0      | 4        | 0        | 0         | 0        | 0,0      | 0        | 0        | 7         | 157       | 22,4      | 43        | 0         | 0       | 0         | 0         |
| Gesamte Karriere                   | Gesamte Karriere | 97     | 21          | 532      | 2.265    | 4,3      | 40       | 11       | 311       | 2.870    | 9,2      | 52       | 12       | 30        | 357       | 11,9      | 43        | 0         | 12      | 6         | 23        |
| Quelle: pro-football-reference.com |                  |        |             |          |          |          |          |          |           |          |          |          |          |           |           |           |           |           |         |           |           |

### Postseason
| Saison                             | Team   | Spiele | Spiele      | Gelaufen     | Gelaufen     | Gelaufen     | Gelaufen     | Gelaufen     | Gefangen     | Gefangen     | Gefangen     | Gefangen     | Gefangen     | Returning    | Returning    | Returning    | Returning    | Returning    | Fumbles      | Fumbles      | TD gesamt    |
| Saison                             | Team   | Gesamt | als Starter | Versuche     | Yards        | Avg          | Lang         | TD           | Passfänge    | Yards        | Avg          | Lang         | TD           | Anzahl       | Yards        | Avg          | Lang         | TD           | Gesamt       | verlorene    | TD gesamt    |
| ---------------------------------- | ------ | ------ | ----------- | ------------ | ------------ | ------------ | ------------ | ------------ | ------------ | ------------ | ------------ | ------------ | ------------ | ------------ | ------------ | ------------ | ------------ | ------------ | ------------ | ------------ | ------------ |
| 2019                               | Texans | 1      | 0           | 3            | 38           | 12,6         | 19           | 0            | 3            | 30           | 10,0         | 18           | 0            | 0            | 0            | 0,0          | 0            | 0            | 0            | 0            | 0            |
| 2022                               | Bills  | 0      | 0           | Ohne Einsatz | Ohne Einsatz | Ohne Einsatz | Ohne Einsatz | Ohne Einsatz | Ohne Einsatz | Ohne Einsatz | Ohne Einsatz | Ohne Einsatz | Ohne Einsatz | Ohne Einsatz | Ohne Einsatz | Ohne Einsatz | Ohne Einsatz | Ohne Einsatz | Ohne Einsatz | Ohne Einsatz | Ohne Einsatz |
| Total                              | Total  | 1      | 0           | 3            | 38           | 12,6         | 19           | 0            | 3            | 30           | 10,0         | 18           | 0            | 0            | 0            | 0,0          | 0            | 0            | 0            | 0            | 0            |
| Quelle: pro-football-reference.com |        |        |             |              |              |              |              |              |              |              |              |              |              |              |              |              |              |              |              |              |              |